# Aechmea fendleri
Aechmea fendleri är en gräsväxtart som beskrevs av Éduard-François André och Carl Christian Mez. Aechmea fendleri ingår i släktet Aechmea och familjen Bromeliaceae. Inga underarter finns listade i Catalogue of Life.

## Bildgalleri

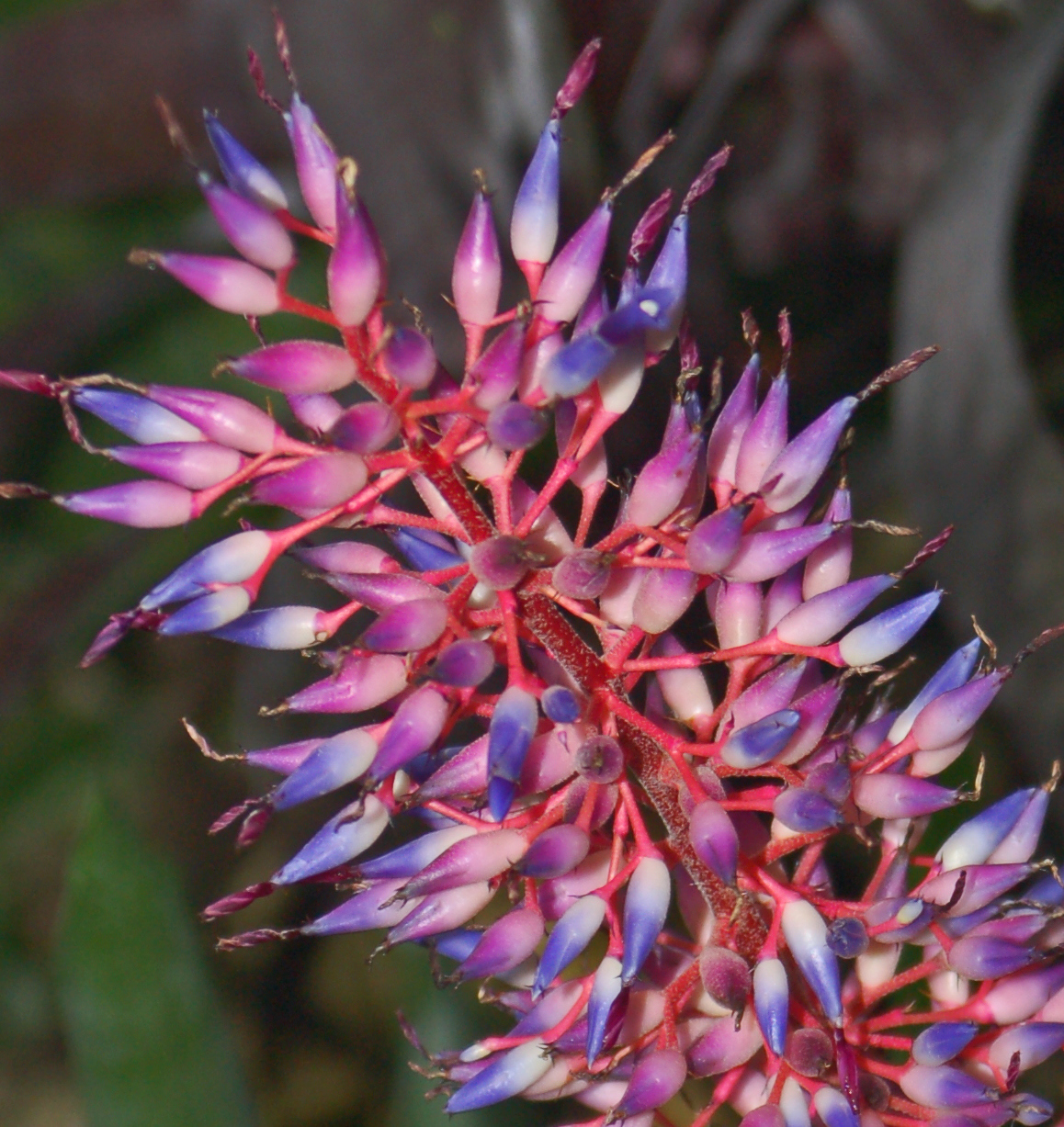
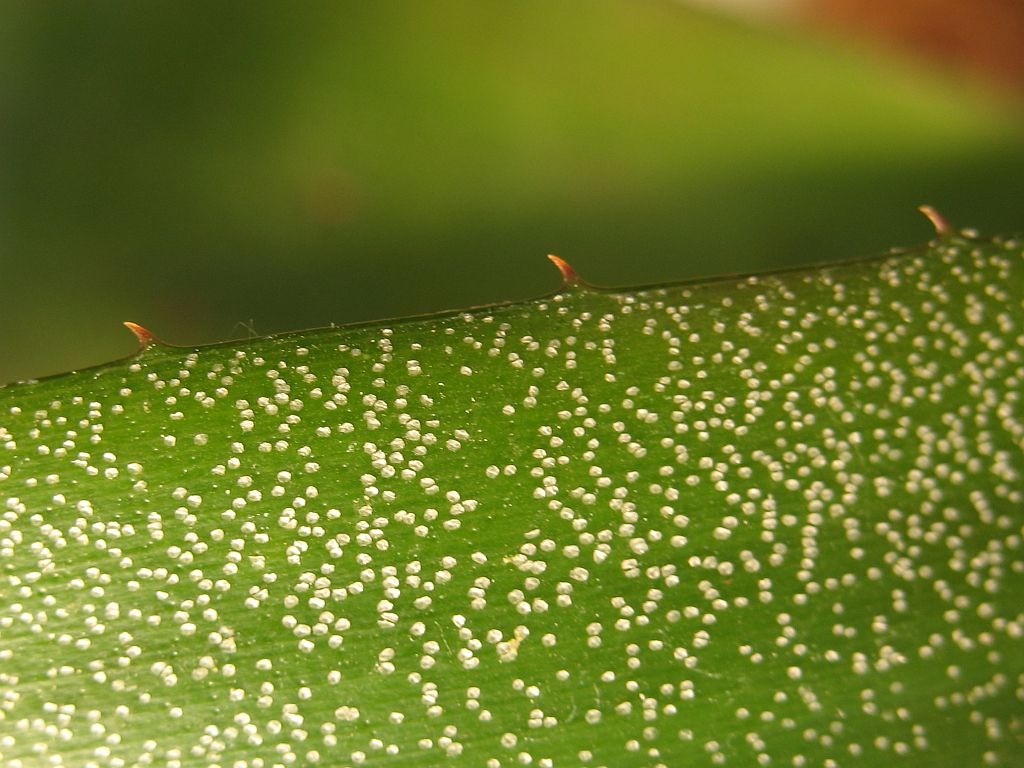
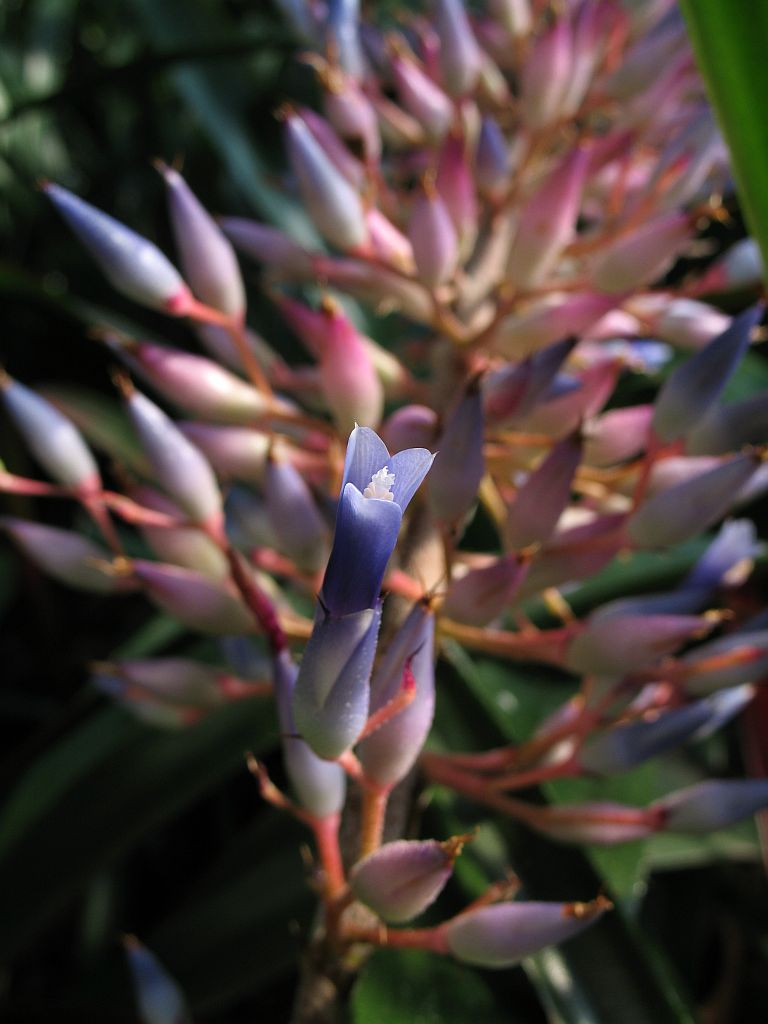
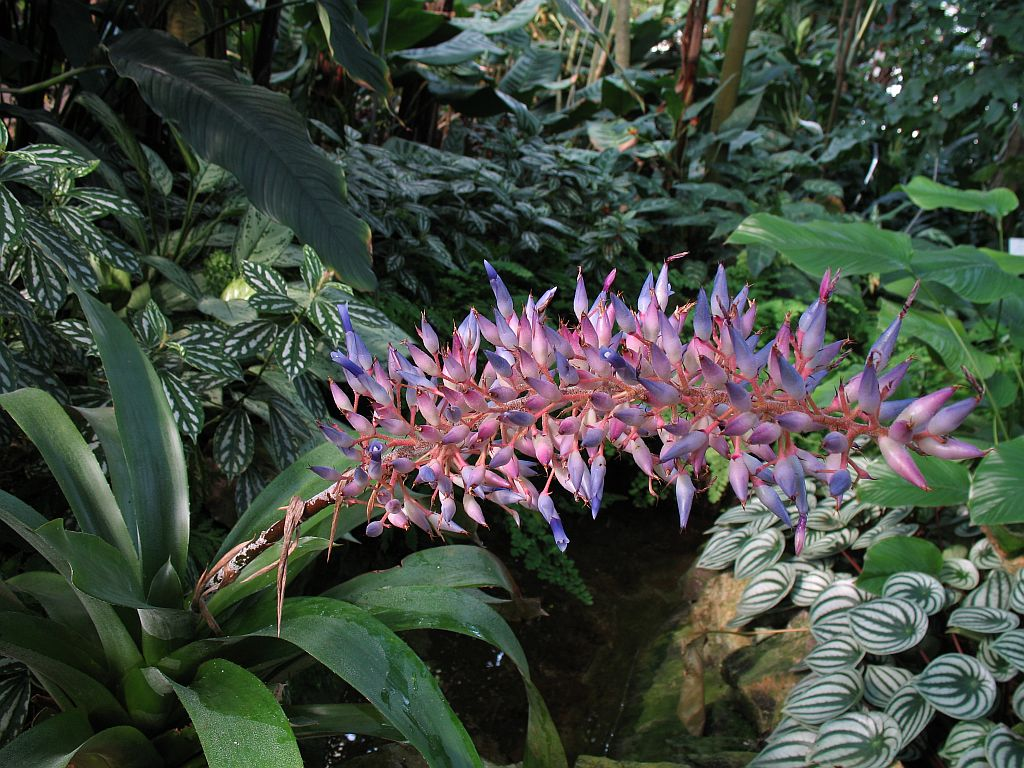